# Lewinia
Lewinia é um género de ave da família Rallidae.
Este género contém as seguintes espécies:
- Lewinia pectoralis
- Lewinia mirifica
- Lewinia muelleri